# Flandes imperial

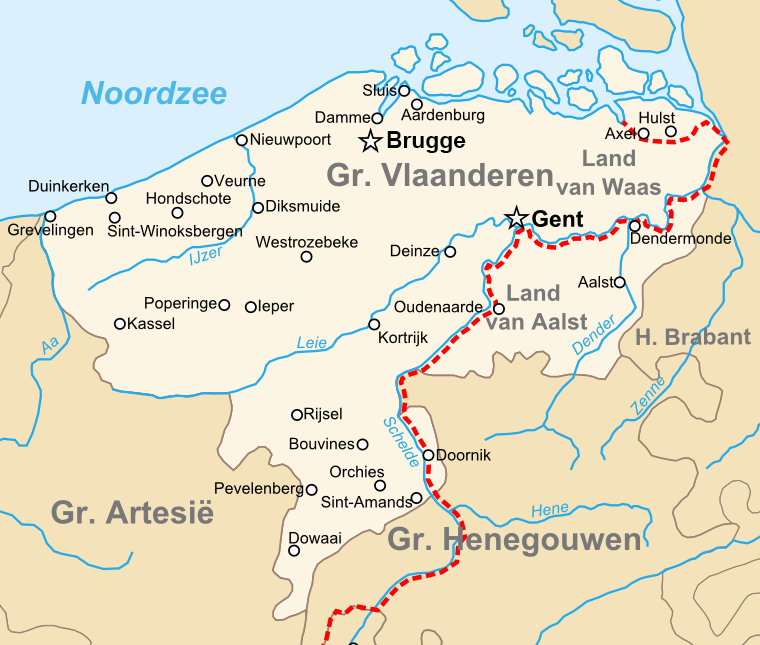
Flandes, dividido entre el Flandes real (oeste) y el imperial (este) por la línea roja discontinua.

Se denomina Flandes imperial (Rijks-Vlaanderen en idioma neerlandés) a los territorios del condado de Flandes situados en la orilla oriental del río Escalda. A diferencia de los territorios occidentales, que jurídicamente dependían del Reino de Francia y eran conocidos como Flandes real, estos territorios formaban parte del Sacro Imperio Romano Germánico según la división del Tratado de Mersen. 
Incluían el condado de Alost, (que se consideraba la capital imperial de Flandes) ciudades ribereñas como Gante y Valenciennes y zonas fronterizas con Henao y Cambrai al este del río Escalda. Al noreste incluía la zona pantanosa conocida como país de Waes entre Gante y Amberes y posesiones en la frontera con Brabante. Al norte, abarcaba varias islas en Zelanda (llamadas Flandes zelandés) que formaban el Quatre-Métiers o Vier Ambachten.

## Historia

### Extensión imperial de Flandes
El interés flamenco en el Sacro Imperio nació con el reinado del conde Balduino IV de Flandes. Logró Zelandia como feudo del emperador Enrique II y expandió sus posesiones en la frontera del Escalda, dominando Valenciennes y zonas fronterizas con Henao y Cambrai. Su hijo Balduino V de Flandes combatió al emperador Enrique III en apoyo de Godofredo de Lorena, perdiendo Valenciennes ante el Condado de Henao y logrando obtener en 1046, Alost y partes de Brabante. Dejó la administración de la zona imperial de Alost en manos de abades laicos con el título de señores de Alost, mientras que él era oficialmente conde de Alost por dación del emperador.
A la muerte de Germán de Henao, Baduino casó a su hijo Balduino VI de Flandes con Richilda, viuda de este y logró así unir el Condado de Flandes y el Condado de Henao, al otro lado del río.

### Divisiones y reunificaciones
Los territorios imperiales así reunidos pasaron por diversos periodos de independencia. Balduino V dividió el territorio entre sus hijos, Balduino VI y Roberto el Frisón, con la mayor parte del Flandes imperial en manos del segundo. Al casarse con la viuda del conde Florencio de Holanda, aumentó las posesiones imperiales de la familia pasando el país de Waes a depender de Alost. Balduino VI a su vez volvió a dividir su territorio entre Flandes, destinado a su hijo Arnulfo, y los dominios imperiales de su esposa en Henao, destinados a su hijo menor Balduino. La regencia de Richilda sin embargo llevó a una revuelta y a la reunificación de Flandes en manos de Roberto tras la batalla de Cassel. Henao quedó en manos de Balduino.
A Roberto le sucedió su hijo Roberto II de Flandes, que marchó a las cruzadas. Su ausencia fue aprovechada por el emperador Enrique IV para tratar de recuperar los territorios imperiales de Flandes. Roberto apoyó en represalia a la ciudad de Cambrai contra el emperador y en 1102 se llegó a una paz en la que el conde de Flandes rindió homenaje feudal por sus territorios imperiales. Ello no evitó que en 1105 se reanuadaran las hostilidades. El emperador Enrique V, apoyado por el conde Balduino III de Henao y fuerzas holandesas, marchó contra él. Roberto II los detuvo en Douai y logró una nueva paz que recogía sus derechos sobre Douai y Cambrai. 
Su hijo Balduino VII de Flandes también se destacó por marchar a las cruzadas, donde murió. Su muerte dejó como heredero al conde de Amiens, Carlos el Bueno. La política flamenca viró hacia Francia y el asesinato de Carlos permitió al rey de Francia dejar el condado en manos de Guillermo Clito. Sin embargo, para hacerlo efectivo Guillermo tuvo que enfrentarse a la oposición de la parte imperial de Flandes. Un primo del último conde, Teodorico de Alsacia logró el apoyo de Gante y Alost entre otras ciudades imperiales y, tras la muerte de Guillermo intentando retomar Alost, se proclamó conde de Flandes. 
Teodorico también participó en las cruzadas, dejando un vacío de poder que Balduino IV de Henao trató de aprovechar para recuperar las tierras imperiales en disputa. Su esposa y regente Sibila logró rechazarle y a la vuelta de Teodorico en 1150 Flandes contraatacó con el apoyo de Enrique I de Namur y el obispo de Lieja. Para asentar su dominio sobre ambas partes de Flandes concertó alianzas matrimoniales, casando a su hija Margarita con el heredero de Balduino IV y a su heredero con la heredera del condado de Vermandois

### El condado unido de Flandes y Henao
El hijo y sucesor de Teodorico, Felipe de Alsacia, afianzó la autoridad de Flandes en sus dominios imperiales. Consiguió detener la piratería de las costas flamencas derrotando al conde Florencio III de Holanda en 1163 que había ocupado Waes en el Flandes imperial. Por herencia, recuperó el país de Waes y Quatre-Métiers reunificando el Flandes real y el imperial en 1173. Su falta de descendencia llevó la línea de sucesión a través de su hermana Margarita a reunificarse con Henao bajo Balduino. Balduino también añadió temporalmente a los dominios imperiales de su territorio el Marquesado de Namur, antes de cederlo a uno de sus hijos menores.
Balduino llegaría a ser emperador latino de Constantinopla y dejó como heredera de Flandes a su hija Juana, casada con el infante de Portugal Fernando. Enfrentado de nuevo a la Corona francesa, que ambicionaba Artois y el Flandes real, Fernando se apoyó de nuevo en las alianzas imperiales con potencias como el ducado de Brabante, el marquesado de Namur, el condado de Limburgo y el emperador Otón IV. No logró evitar su derrota y captura por el rey de Francia tras la batalla de Bouvines, dejando el trono condal vacante.

### La pérdida de Henao y las posesiones imperiales
La situación subsiguiente volvió a mostrar las divisiones de Flandes. La línea sucesoria dejaba como heredera a Margarita de Constantinopla, hermana de la anterior condesa. Tutelada por Bouchard de Avesnes, con quien se terminaría casando, reclamó el condado en oposición a los franceses. La presión francesa impulsaría al papa Inocencio III a anular el matrimonio dado el pasado eclesiástico de Bouchard y permitió al rey de Francia casar a Margarita con Guillermo II de Dampierre. Avesnes y Dampierre se enfrentaron por el control de Flandes, con los primeros respaldados por Francia y los segundos por las potencias imperiales como Guillermo de Holanda, Luxemburgo y la nobleza imperial de Henao y Flandes. El rey de Francia y el papa resolvieron en 1246 repartir la herencia dando a Juan I de Avesnes (hijo del primer matrimonio) la parte imperial de Flandes y Henao mientras que el Flandes real quedaba bajo control de Dampierre y por tanto en la órbita de Francia.
Juan de Avesnes aprovechó la falta de liderazgo francés generada por la marcha de Luis IX de Francia a las cruzadas en 1248 para retomar Henao y el Flandes imperial. Sin herederos tras la muerte por enfermedad de su hijo Guillermo III de Dampierre y la captura de su otro hijo Guido Dampierre en la Batalla de Walcheren, Margarita vendió sus posesiones imperiales a Carlos de Anjou, hermano del rey de Francia, que entró en 1253 en Valenciennes. Mientras, la ascensión al trono imperial del cuñado de Juan Avesnes, Guillermo II de Holanda, le garantizó el reconocimiento de sus títulos sobre Henao y las partes imperiales de Flandes. 
Mientras que el Flandes real se vinculó más a Francia cuando el hijo de Guido Roberto III de Flandes heredó por matrimonio el Condado de Nevers, los Avesnes se centraron más en el imperio con la unión con el condado de Holanda bajo Juan I de Henao. No sería hasta 1432 que los condados de Flandes y Henao volverían a estar unidos bajo Felipe III de Borgoña, durante el infructuoso proceso de formación del llamado Estado Borgoñón